# .mx
.mx és el domini de primer nivell territorial (ccTLD) de Mèxic, que el NIC México va reobrir a nous registres el 2009. El 2009, es va desplegar el domini .mx ccTLD en tres etapes, i el registre va quedar obert al públic.

## Dominis de segon nivell
Fins a l'agost de 2009, els registres de domini s'havien de fer obligatòriament sota algun dels següents dominis de segon nivell:
- .com.mx: entitats comercials (de fet, sense restriccions, com el .com)
- .net.mx: proveïdors de xarxa (registre limitat a les entitats que complien els requisits)
- .org.mx: organitzacions sense fins lucratius (registre limitat a les entitats que complien els requisits)
- .edu.mx: institucions educatives (registre limitat a les entitats que complien els requisits)
- .gob.mx: només entitats governamentals a nivell federal, estatal o municipals (.gob prové del castellà: "gobierno")

Actualment, es poden registrar nivells de segon domini directament sota .mx.
El 30 d'abril de 2009, els registres de segon nivell eren un 0,06% del total. Al cap d'un mes, el valor havia pujat al 4.9% El 30 d'abril de 2010, els registres de segon nivell eren un 21,4% del total.